# Jean IV de Vendôme
Pour les articles homonymes, voir Jean IV.
Jean IV de Montoire (mort en 1240), seigneur de Montoire, puis comte de Vendôme (1217-1240), fils de Pierre II, seigneur de Montoire, et d'Agnès de Vendôme.
Il succéda à son oncle Jean III « l'Ecclésiastique » en 1217. En 1220, il fonde avec son épouse l'abbaye de la Virginité, le plus ancien couvent de femme du Vendômois.
En 1226, il accompagne Louis VIII dans la croisade des albigeois. Louis VIII meurt à Montpensier, au retour de la croisade et son fils saint Louis encore mineur, lui succède. La régence était assurée par sa mère Blanche de Castille, mal accepté par les grands vassaux de la Couronne qui complotent son éviction. La régente réussit à faire échouer le complot et c'est à Vendôme que Pierre Mauclerc duc de Bretagne et Hugues X de Lusignan, comte de la Marche font leur soumission et signent le traité de Vendôme (1227).
Jean IV fit également fortifier la ville de Vendôme.
De son épouse Églantine, il eut :
- Pierre ;
- Geoffroy, seigneur de Lavardin ;
- Jean, seigneur de Saint-Laurent-des-Mortiers ;
- Mathilde, mariée à Hugues de Montigny, seigneur de Biévy ;
- Agnès, qui épouse sans doute Josbert Ier de Sainte-Maure-Pressigny ;
- Honorine mariée à Geoffroy seigneur de Trôo.